# Borépine
La borépine est un  hétérocycle insaturé de sept atomes, l'un étant un atome de bore. La borépine est un composé aromatique qui possède une réactivité différente du benzène.